# Ismael (Erzählung)
Ismael (englischer Originaltitel: Ishmael) ist ein 1992 erschienener Roman von Daniel Quinn. Dieses Werk stellt den ersten Teil einer Trilogie dar, gefolgt von The Story of B. (1996) und My Ishmael (1997, deutscher Titel Ismaels Geheimnis).

## Inhalt
Der Roman handelt von einem anfangs desillusionierten, orientierungslosen jungen Mann, der seit Kindestagen stetig auf der Suche nach einem "geheimen Wissen" beziehungsweise einer Antwort auf die Frage war, wie er die Erde retten könne. Er verlor schon vor Jahren die Hoffnung, jemanden zu finden, der ihn dieses Wissen lehren kann. Bis er eines Morgens in der Zeitung eine Kleinanzeige entdeckt, in der ein „Lehrer“ einen „Schüler mit dem ernsthaften Verlangen, die Welt zu retten“ sucht. 
Zunächst tritt Skepsis bei dem jungen Mann auf, ob dieser Lehrer ihm seine Fragen beantworten könne. Er ringt sich dann aber doch dazu durch, diesen Lehrer aufzusuchen, und ist wenig später mehr als nur überrascht. Der Lehrer ist nämlich kein Mensch, sondern ein Gorilla mit dem Namen Ismael, der gelernt hat, mit Menschen per Telepathie zu kommunizieren. Ismael wohnt in einem heruntergekommenen Bürogebäude einer nicht näher bezeichneten amerikanischen Stadt. Seine vorherige Unterkunft musste er verlassen, da die Frau, die ihn finanziell unterstützte und ihm Obdach gewährte, verstorben ist. Ismaels Lebensgeschichte wird von ihm selber erzählt, da er der Meinung ist, um seinen Schüler unterrichten zu können, müssen sich die beiden kennen. Der Name des Schülers wird in dem Buch nicht erwähnt, aus der Fortsetzung, Ismaels Geheimnis, erfährt man aber, dass es sich um den Schriftsteller Alan Lomax handelt. 
Der Unterricht, den Alan besucht, befasst sich mit der Untersuchung der Mythen der Menschheit, insbesondere der biblischen Erzählungen vom Sündenfall und der Ermordung Abels, und deren Auswirkung auf die Moral und die Nachhaltigkeit im Umgang mit der Erde seit der Revolution in der Landwirtschaft in der Gegend des fruchtbaren Halbmondes vor etwa 10.000 Jahren. Ismael wendet die sokratische Methode an. Das heißt, der Lehrer gibt seinem Schüler Hausaufgaben auf, die er bis zum nächsten Treffen durch eigene Erkenntnis lösen soll. Dies dient Ismael dazu, die Illusion des Schülers und der Menschheit, er sei das endgültige Lebewesen, die Spitze der Evolution, einstürzen zu lassen. Er will damit beweisen, dass die menschliche Vorherrschaft auf kulturellen Mythen gebaut ist und dass diese von der modernen Zivilisation wie bei einem Theaterstück aufgeführt werden.
Ismaels Kritik bezieht sich vor allem darauf, dass der Mythos der sogen. „Nehmer“, der heute aufgeführt wird, nicht mehr hinterfragt werde, obwohl die Lebensweise der heutigen Menschen nicht auf Nachhaltigkeit, sondern auf die anhaltende Ausbeutung des Planeten ausgelegt ist. Dies führt er auf den Einfluss der Politik und der Medien auf die Gesellschaft zurück, die diesen Mythos tagtäglich, in einer undifferenzierten Art und Weise, wiederholen und fortsetzen. Ismael sieht den Menschen nicht als die Krone der Schöpfung, die die Evolution hervorgebracht hat, an, sondern vielmehr als Teil des großen zusammenhängenden Systems Erde. Der Mensch habe sich aber von diesem System losgesagt, indem er die Gesetze der Natur als für sich nicht mehr gültig ansieht und den Planeten einem enormen Raubbau unterzieht.
Ismael schlägt Alan keine konkrete Handlungsweise vor, wie dieser die Welt retten kann. Er gibt ihm aber zu verstehen, dass das Ziel seines Unterrichts darin besteht, dass sich seine Schüler ebenfalls als Lehrer betätigen und weiteren Menschen seine Lehren nahebringen.
Am Ende des Buches verschwindet Ismael aus dem Bürogebäude. Nach einiger Recherche kann Alan herausfinden, dass Ismael in einem Wanderzirkus untergekommen ist, der gerade die Stadt besucht hat. Er fährt dem Zirkus hinterher, um den Unterricht bei ihm fortsetzen zu können, was ihm zunächst auch gelingt. Alan spricht mit dem neuen Besitzer Ismaels und versucht genügend Geld aufzutreiben, um ihn aus dem Zirkus zu befreien. Dies gelingt ihm letztendlich auch, aber als er zum Zirkus zurückkehrt, ist dieser bereits weitergezogen.
Ismael litt zuletzt an einer schweren Lungenentzündung und Alan kann von einem zurückgebliebenen Zirkusmitarbeiter nur noch in Erfahrung bringen, dass der Gorilla verstorben sei.

## Charaktere
Ismael
Ismael ist ein Gorilla, der in jungen Jahren in Westafrika gefangen genommen und an einen amerikanischen Zoo verkauft worden ist. Nachdem er in einem Wanderzirkus gelandet ist, entdeckt ihn ein Mann namens Walter Sokolow, der ihn dem Wanderzirkus abkauft und ihn bei sich zu Hause unterbringt. Walter Sokolow gibt ihm den Namen Ismael und entdeckt, das Ismael mit ihm telepathisch kommunizieren kann. Ismael wird von ihm in den menschlichen Wissenschaften, Schrift und Sprache unterrichtet. Ismael beginnt ein Lehrer für Menschen zu werden, darunter die Tochter Sokolows, Rachel, und bringt ihnen bei, wie sie die Erde retten und ein nachhaltiges Leben führen können. Ismael verschwindet am Ende des Romans und lässt seinen Schüler zurück. Dieser geht davon aus, dass Ismael an einer Lungenentzündung verstorben ist.

Erzähler
Der namenlose Erzähler ist ein weißer Amerikaner mittleren Alters, der in einer Zeitungsanzeige auf einen Lehrer (Ismael) aufmerksam wird, der "Schüler mit dem ernsthaften Verlangen, die Welt zu retten" sucht. Er war schon in jungen Jahren auf der Suche nach einem Lehrer, der ihm aufzeigt, wie er die Welt besser und sicherer machen könnte, fand diesen aber nicht und war seitdem resigniert und unzufrieden. Er ist interessiert an diesem neuen Lehrer und hofft, dass er ihm die Fragen beantworten kann, die er sich schon seit der Kindheit stellt, geht die Schüler-Lehrer-Beziehung aber auch mit einer gewissen Skepsis an. Der Name des Erzählers wird in Ismael nicht genannt, in der Fortsetzung "Ismaels Geheimnis" erfährt man aber, dass es sich um Alan Lomax handelt.

Walter Sokolow
Walter Sokolow ist ein reicher jüdischer Kaufmann, der einen Gorilla aus dem Wanderzirkus befreit und ihn bei sich Zuhause unterbringt. Seine Familie wurde im Holocaust umgebracht und er wanderte in die USA aus. Er ist es, der dem Gorilla den Namen Ismael und somit eine eigene Identität gibt. Zusammen beginnen sie zu forschen und sich mit verschiedenen Wissenschaften, wie der Philosophie und Anthropologie, auseinanderzusetzen. Nach seinem Tod kümmert sich seine Tochter Rachel um Ismael.

Rachel Sokolow
Rachel ist die Tochter von Walter Sokolow. Sie war Ismaels Schülerin und kümmerte sich eine gewisse Zeit nach dem Tod ihres Vaters um Ismael. Rachel leidet jedoch an einer schweren Krankheit und verstirbt ebenfalls. Mit ihrem Tod hat Ismael keine finanzielle Unterstützung mehr und ist gezwungen, die Obhut der Sokolows zu verlassen.

## Verfilmung
Dieser Roman diente als Vorlage für den Psycho-Thriller Instinkt von Jon Turteltaub aus dem Jahr 1999.
Bekannte Schauspieler in diesem Film sind Anthony Hopkins, Cuba Gooding Jr., Donald Sutherland und Maura Tierney.

## Auszeichnungen und Internetpräsenz
Der Autor Daniel Quinn erhielt 1991 den mit 500.000 Dollar dotierten Turner Tomorrow Fellowship Award, welcher danach laut Angaben nicht mehr verliehen wurde. Zudem ist es bis jetzt die einzige literarische Arbeit, die mit einer solch hohen Summe ausgezeichnet wurde.
Die von Daniel Quinn selbst gestaltete Internet-Seite über Ismael bietet neben zahlreichen Informations- und Verbreitungsmöglichkeiten auch eine Liste von Schulen an, in denen dieses Buch Bestandteil des regulären Unterrichts ist.

## Buchausgaben
- Ishmael. Bantam Books, New York 1992, ISBN 0-553-07875-5.
- Ishmael. Bantam/Turner Book, New York 1993, ISBN 0-553-56166-9.

Deutsche Übersetzung von Wolfram Ströle: 
- Ismael. Roman. Bertelsmann, München 1992, ISBN 3-570-00454-6.
- Ismael. Roman. Goldmann Taschenbuch, München 1994, ISBN 3-442-42376-7.